# Autobahndreieck Ahlhorner Heide
Das Autobahndreieck Ahlhorner Heide (Abkürzung: AD Ahlhorner Heide; Kurzform: Dreieck Ahlhorner Heide) ist ein Autobahndreieck im niedersächsischen Emstek in der Metropolregion Nordwest. Es verbindet die Bundesautobahn 29 (Wilhelmshaven — Ahlhorn) mit der Bundesautobahn 1 (Heiligenhafen — Hamburg — Köln — Saarbrücken).

## Geschichte
Das Dreieck Ahlhorner Heide entstand 1984 mit Eröffnung der A 29 und deren Anschluss an die A 1, die in diesem Bereich bereits 1966 als A 11 eröffnet wurde. Dabei wurde die Anschlussstelle an der A 1 teilweise zurückgebaut, so dass eine Verbindung nur noch mit dem Nordteil der Autobahn in und aus Richtung Hamburg/Bremen besteht. Die Relationen Oldenburg und Dortmund sind nur noch über die ca. 4,5 km südlich gelegene Anschlussstelle „Cloppenburg“ (63) erreichbar.

## Bauform und Ausbauzustand
Die A 29 ist im Bereich des Dreiecks Ahlhorner Heide vierstreifig ausgebaut. Die A 1 ist zurzeit in Richtung Bremen und in Richtung Osnabrück dreispurig ausgebaut. Alle Rampen sind einstreifig.
Bei dem Dreieck in „Trompetenform“ bildet die A 1 die durchgehende Relation. Dementsprechend sind die Verbindungsrampen der A 29 direkt sowie semidirekt und indirekt ausgeführt mit nur einem zentralen Brückenbauwerk. Nördlich befindet sich nur wenige hundert Meter entfernt an der A 1 die Anschlussstelle „Ahlhorner Heide“ an der L 870 zwischen Ahlhorn und der B 69 nach Vechta, die ebenfalls die Nummer 62 trägt und mit dem Autobahndreieck eine Doppelanschlussstelle bildet. In Planung befindet sich ein 6-streifiger Ausbau zwischen AD Ahlhorner Heide und AD Stuhr.

## Verkehrsaufkommen
Das Dreieck wird täglich von rund 67.000 Fahrzeugen befahren.
| Von                        | Nach                 | Durchschnittliche tägliche Verkehrsstärke | Durchschnittliche tägliche Verkehrsstärke | Durchschnittliche tägliche Verkehrsstärke | Anteil Schwerlastverkehr | Anteil Schwerlastverkehr | Anteil Schwerlastverkehr |
| Von                        | Nach                 | 2005                                      | 2010                                      | 2015                                      | 2005                     | 2010                     | 2015                     |
| -------------------------- | -------------------- | ----------------------------------------- | ----------------------------------------- | ----------------------------------------- | ------------------------ | ------------------------ | ------------------------ |
| AS Wildeshausen-West (A 1) | AD Ahlhorner Heide   | 39.500                                    | 47.000                                    | 50.200                                    | 24,5 %                   | 28,0 %                   | 20,6 %                   |
| AD Ahlhorner Heide         | AS Cloppenburg (A 1) | 53.800                                    | 54.900                                    | 62.300                                    | 22,3 %                   | 23,7 %                   | 20,7 %                   |
| AS Ahlhorn (A 29)          | AD Ahlhorner Heide   | 14.600                                    | 17.000                                    | 20.700                                    | 17,9 %                   | 17,8 %                   | 16,8 %                   |

## Geografie
Der Knotenpunkt liegt südlich des zur Gemeinde Großenkneten gehörenden Ortsteils Ahlhorn im Landkreis Oldenburg. Er befindet sich auf dem Gebiet der Gemeinde Emstek im Landkreis Cloppenburg, die südwestlich des Dreiecks liegt. Im Osten liegt die Gemeinde Visbek im Landkreis Vechta. Das Autobahndreieck befindet sich unweit des Grenzpunktes der drei Landkreise. Es liegt etwa 45 km westsüdwestlich von Bremen, etwa 75 km nördlich von Osnabrück und etwa 30 km südlich von Oldenburg.
Das Dreieck befindet sich zudem im Südwesten des Naturparks Wildeshauser Geest.
Das Autobahndreieck liegt an Streckenkilometer 158,3 der A 1 und trägt die Nummer 62. An der A 29 beginnt die Kilometrierung am Dreieck Ahlhorner Heide. Da die Anschlussstellen aber von Norden nach Süden nummeriert sind, trägt es die Nummer 21.
| (20) Ahlhorn Richtung Oldenburg | L 870 Richtung Ahlhorn                                    | (61) Wildeshausen-West Richtung Bremen |
|                                 |                                                           |                                        |
|                                 | (63) Cloppenburg Richtung Bakum L 870 Richtung Langförden |                                        |